# Île Broughton
Pour les articles homonymes, voir Broughton.
L'île Broughton est une île située 14 km au nord-est de Port Stephens, en Nouvelle-Galles du Sud, en Australie. Elle fait partie du parc national de Myall Lakes,

## Histoire
Des travaux archéologiques ont montré que des Worimis ont vécu sur l'île pendant au moins 2 000 ans, mais on ne sait pas quel nom ils lui donnaient. Elle se situe dans le territoire de la branche « Garrawerrigal » (nurra) des Worimis. « Garrawerrigal » signifie « peuple de la mer », du mot garoowa signifiant « mer ». Niritba était la « maison de l'oiseau mouton » (c'est ainsi qu'ils désignaient les Puffins fouquets) dans leur langue.
L'île de Broughton a été vue par James Cook alors qu'il commandait le HM Bark Endeavour le 11 mai 1770 : il la prend alors pour un cap, qu'il nomme Black Head. Lorsque son insularité est mise à jour, on la renomme île Broughton, et elle apparait en tant que telle dans la charte de l'amirauté en 1852.

## Parc national
L'île de Broughton fait partie du parc national de Myall Lakes depuis la création de celui-ci en 1972. Le puffin fouquet niche sur cette île, ainsi que le manchot pygmée, dont il s'agit presque de la limite nord de l'aire de répartition. En novembre 2009, le National Parks and Wildlife Service déclare l'île indemne de lapins et de rats.